# Karel Paar
Karel Boromejský kníže Paar (německy Karl Borromäus Fürst von Paar, Freiherr auf Hartberg und Krottenstein; 6. ledna 1806 Brzeg – 17. ledna 1881 Bechyně nebo Vídeň) byl český a rakouský šlechtic, politik a velkostatkář. V roce 1819 zdědil titul knížete spolu s rozsáhlým majetkem v Čechách (Bechyně). Byl členem rakouské panské sněmovny a rytířem Řádu zlatého rouna.

## Životopis

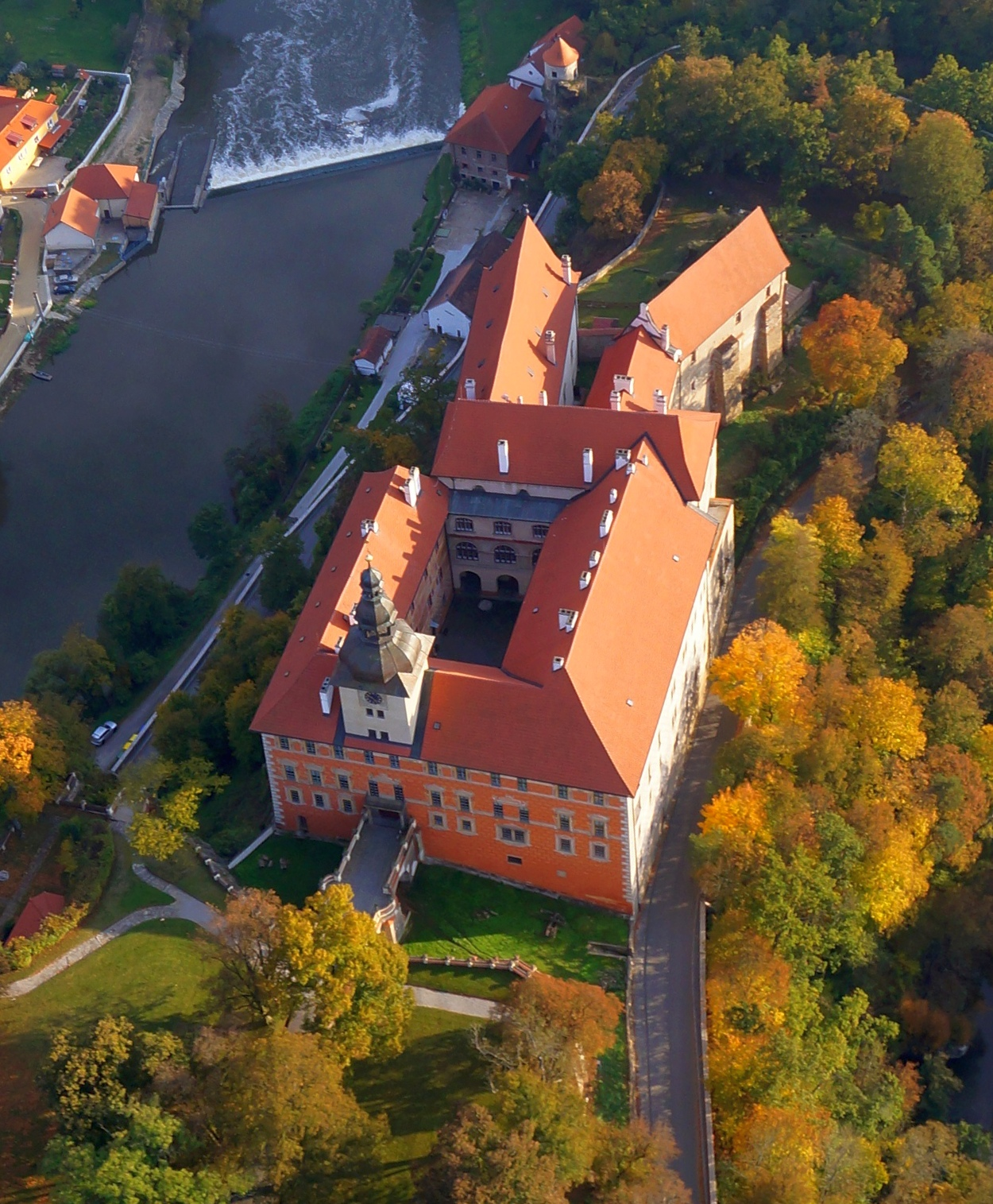
Zámek Bechyně, hlavní rodové sídlo v Čechách

Pocházel ze starého šlechtického rodu Paarů, narodil se jako nejstarší ze čtyř synů c. k. generálmajora knížete Jana Karla Paara (1772–1819), matkou byla Marie Aloisie Guidobaldina, rozená hraběnka Cavrianiová (1783–1861). V mládí krátce působil v diplomatických službách, v letech 1827–1829 pobýval jako atašé v Římě. Po návratu převzal správu rodového majetku, byl jmenován c. k. komořím (1830), později se stal tajným radou (1861) a jako majitel fideikomisu získal v roce 1861 dědičné členství v panské sněmovně. V roce 1862 obdržel Řád zlatého rouna. Užíval také čestný titul nejvyšší dvorský a generální dědičných zemí poštmistr, který byl již jen historickou připomínkou zásluh Paarů na rozvoji poštovnictví v habsburské monarchii v 16. a 17. století.

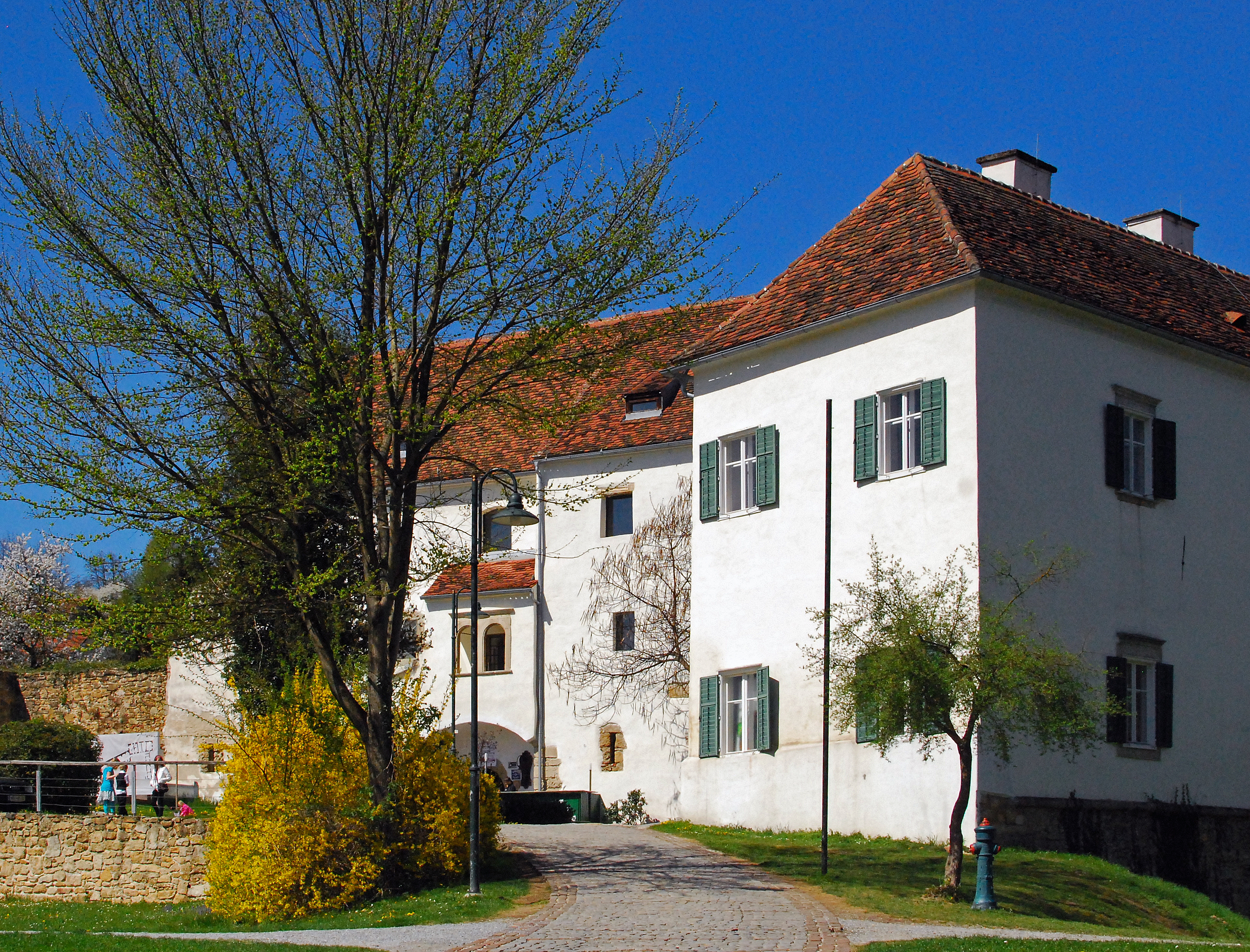
Zámek Hartberg, rodový majetek ve Štýrsku

Knížecí titul a majetek v Čechách a Rakousku (Bechyně, Kardašova Řečice, Vysoké Veselí, Zdechovice, Hartberg, Stein) zdědil po otci v roce 1819, kdy mu bylo třináct let. Poručnickou správu po dobu jeho nezletilosti vedla matka, která se snažila o efektivní hospodaření (po jejím třetím křestním jméně Quidobaldina byla pojmenována hájovna Baldinka u Kardašovy Řečice). Těsně před předáním majetku knížeti Karlovi se Marii Quidobaldině podařilo rodové statky rozšířit – v roce 1825 koupila ve veřejné dražbě panství Opařany s hradem Dobronice. Jednalo se o rozprodej statků zrušeného jezuitského řádu, ze stejného fondu pak v roce 1826 přikoupila ještě statek Borovany. Karel Paar nechal po roce 1835 empírově přestavět vyhořelý zámek ve Vysokém Veselí, k tomuto velkostatku pak ještě v roce 1870 přikoupil Volanice. Správa východočeských panství byla původně umístěna na zámku Jeřice, který byl však v roce 1852 jako samostatný statek odprodán. Ve stejné době se Karel Paar snažil prodat zámky ve Vysokém Veselí a Hartbergu. Na druhou stranu doplňoval umělecké sbírky v Bechyni, kam v roce 1857 zakoupil rodové portréty z bývalého rodového sídla v Budišově (jednalo se o hodnotné obrazy Jana Kupeckého nebo Martina van Meytense). Zemřel v Bechyni, kde je také pohřben v rodinné hrobce v klášterním kostele Nanebevzetí Panny Marie.

## Rodina
Ve Vídni se 30. července 1832 oženil s princeznou Idou Leopoldinou z Lichtenštejna (1811–1884), která se narodila v Lednici jako nejmladší dcera polního maršála a knížete Jana Josefa z Lichtenštejna (1760–1836) a jeho manželky Josefíny z Fürstenberg-Weitry (1776–1848). Rok po sňatku obdržela Řád hvězdového kříže (1833), později byla též c. k. palácovou dámou. Z jejich manželství pocházelo dvanáct dětí, polovina z nich se narodila na zámku v Bechyni.
- 1.	Guidobaldina Josefína (5. července 1833, Vídeň – 14. ledna 1904, tamtéž), dáma Řádu hvězdového kříže, dvorní dáma arcivévodkyně Žofie
- 2.	Karel Jan Václav (7. července 1834, Bechyně – 21. dubna 1917, Vídeň), dědic knížecího titulu, dědičný člen rakouské panské sněmovny, rytíř Řádu zlatého rouna, manželka 1866 Leopoldina Pallavicini (7. října 1845, Vídeň – 26. října 1928, Kardašova Řečice)
- 3.	Eleonora Ida Marie (1. srpna 1835, Bechyně – 16. března 1913, Vídeň), c. k. palácová dáma, dáma Řádu hvězdového kříže, manžel 1856 Arnošt hrabě Hoyos-Sprinzenstein (18. června 1830, Vídeň – 21. srpna 1903, Neunkirchen), c. k. tajný rada, komoří, místopředseda rakouské panské sněmovny, rytíř Řádu zlatého rouna
- 4.	Rudolf Jan (17. srpna 1836, Bechyně – 14. září 1873, Vídeň), c. k. komoří, rytmistr, I. manželka 1864 Antonie Meraviglia Crivelli (4. května 1840, Milán – 10. listopadu 1867, Vídeň), II. manželka 1872 Anna Marie von Stürgkh (1. února 1842, Štýrský Hradec – 15. října 1922, Vídeň)
- 5.	Eduard (5. prosince 1837, Vídeň – 1. února 1919, tamtéž), c. k. generálplukovník, generální pobočník císaře Františka Josefa, rytíř Řádu zlatého rouna
- 6.	Josefína (1. ledna 1839, Vídeň – 6. února 1916, tamtéž), c. k. palácová dáma, dáma Řádu hvězdového kříže, nositelka Alžbětina řádu, I. manžel 1861 Ladislav hrabě von Falkenhayn (8. června 1833 – 2. února 1865), c. k. rytmistr, pobočník císaře Františka Josefa, II. manžel 1879 Jaromír hrabě Černín z Chudenic (13. března 1818, Vídeň – 26. listopadu 1908, Petrohrad), c. k. tajný rada, komoří, dědičný člen rakouské panské sněmovny, rytíř Řádu zlatého rouna
- 7.	Alois (19. listopadu 1840, Bechyně – 5. února 1909, Vídeň), c. k. generál jezdectva, komoří
- 8.	Františka (10. května 1842, Vídeň – 4. února 1881, tamtéž), c. k. palácová dáma, dáma Řádu hvězdového kříže, manžel 1862 Leopold III. hrabě Podstatský-Lichtenštejn (15. června 1840, Telč – 17. února 1902, Opatija), c. k. komoří, poslanec moravského zemského sněmu, doživotní člen rakouské panské sněmovny
- 9.	Marie (8. září 1843, Bechyně – 26. ledna 1914, tamtéž)
- 10.	Leontýna (5. listopadu 1844, Bechyně – 18. dubna 1912, Vídeň), dáma Řádu hvězdového kříže, manžel 1867 Osvald hrabě von Kielmansegg (17. července 1838, Hannover – 24. září 1896, Gmunden), c. k. polní podmaršál
- 11.	Henrietta (21. února 1848 – 21. září 1848)
- 12.	Žofie (12. května 1850 – 10. června 1874, Vídeň), dáma Řádu hvězdového kříže, manžel 1873 Karel Olivier hrabě Wallis z Karrighmainu (26. července 1837, Praha – 3. listopadu 1917, Kolešovice), c. k. komoří, rytmistr, poslanec českého zemského sněmu a říšské rady

Jeho mladší bratr Alfred (1806–1885, narozený ve stejném roce, ale v prosinci) sloužil v armádě a dosáhl hodnosti c.k. polního podmaršála. Jako sběratel starých tisků přispěl k rozšíření rodové knihovny na zámku v Bechyni. Z dalších bratrů vynikl Ludvík (1817–1893), který byl diplomatem a dlouholetým rakousko-uherským velvyslancem ve Vatikánu. Jejich švagr hrabě František Serafín z Kuefsteinu (1794–1871) byl diplomatem a později místopředsedou panské sněmovny.